# دانشگاه صنعتی شیراز
دانشگاه صنعتی شیراز یک دانشگاه دولتی در استان فارس است و در اردیبهشت ماه سال ۱۳۸۳ توسط وزیر علوم تحقیقات و فناوری دولت وقت، جعفر توفیقی گشایش یافت.  این دانشگاه در بلوار مدرس در شرق شهر شیراز واقع است و محوطه جدید آن واقع در شهر جدید صدرا در شمال غرب شیراز هم‌اکنون در حال ساخت است.
این دانشگاه در حال حاضر در ۳۲ رشته تحصیلی از طریق آزمون سراسری دانشجو می‌پذیرد که از این تعداد، ۴ رشته مربوط به مقطع تحصیلی دکتری، ۲۳ رشته تحصیلی در مقطع کارشناسی ارشد و ۵ رشته تحصیلی در مقطع کارشناسی می‌باشد. همچنین دانشگاه صنعتی شیراز در حال حاضر دارای دو پژوهشکده و 4 مرکز تحقیقات است. دانشگاه دارای 1400 دانشجوی مقطع کارشناسی، کارشناسی ارشد و دکترا می‌باشد.

## پیشینه دانشگاه

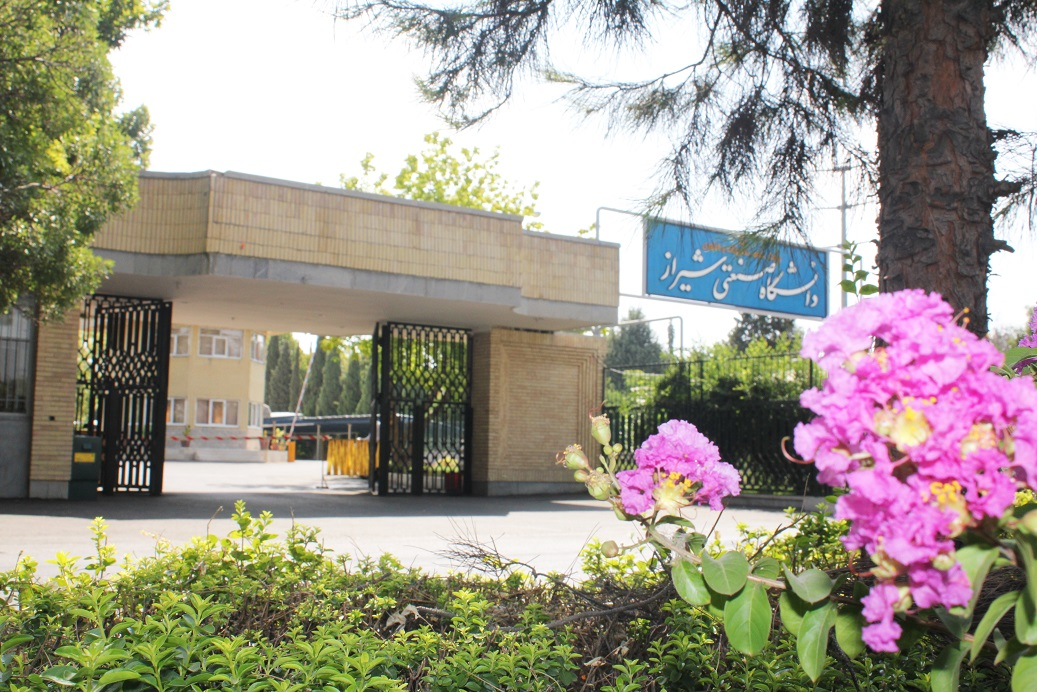
سردر ورودی دانشگاه

این دانشگاه با قدمت بیش از 55 سال به عنوان یکی از دانشکده‌های مهم دانشگاه شیراز با عنوان دانشکده صنعت الکترونیک شروع به کار کرد و این دانشکده در سال ۱۳۸۲ به دانشگاه صنعتی شیراز تغییر نام یافت. طرح فعلی این دانشگاه، شامل هفت دانشکده مهندسی برق، دانشکده مهندسی مکانیک و هوافضا، دانشکده علوم پایه، دانشکده مهندسی مواد، دانشکده مهندسی عمران و محیط زیست، دانشکده مهندسی صنایع و دانشکده مهندسی شیمی نفت و گاز می‌باشد که در مقاطع کارشناسی، کارشناسی ارشد و دکترا فعال می‌باشند.

## پردیس دانشگاه

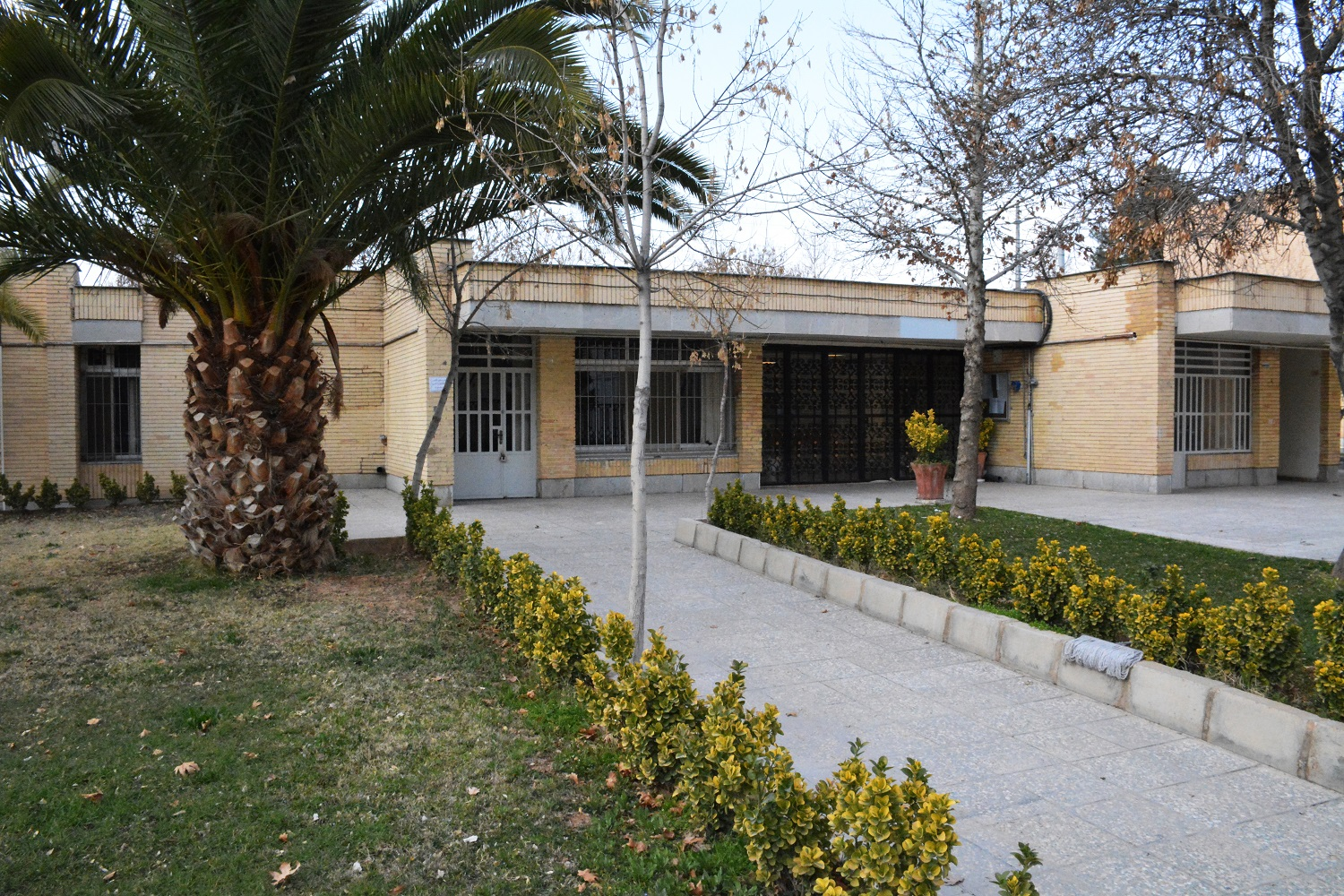
پردیس دانشگاه صنعتی شیراز

پردیس دانشگاه صنعتی شیراز از سال ۱۳۹۲ کار خود را آغاز کرد. این پردیس هم‌اکنون در رشته‌های مهندسی برق (گرایش‌های الکترونیک، مخابرات، کنترل، قدرت)، مهندسی شیمی، مهندسی گاز، مهندسی فناوری اطلاعات، مهندسی کامپیوتر (گرایش نرم‌افزار)، مهندسی عمران (گرایش زلزله)، مهندسی مکانیک (گرایش طراحی کاربردی)، مهندسی و علم مواد (کارشناسی ارشد و خوردگی و حفاظت از مواد)، ریاضی (گرایش تحقیق در عملیات) و شیمی داروئی حدود ۱۴۵ دانشجو می‌پذیرد.

## رشته‌ها و دانشکده‌ها

### رشته‌ها
این دانشگاه تا سال ۱۳۸۶ اقدام به پذیرش دانشجویان تحت بورسیه ارتش جمهوری اسلامی ایران در مقطع کاردانی در رشته برق و گرایش الکترونیک می‌نمود و در حال حاضر در سه مقطع کارشناسی و کارشناسی ارشد و دکترا دانشجو می‌پذیرد.
| دانشکده / بخش                    | کارشناسی                          | کارشناسی ارشد | دکتری                                    |
| -------------------------------- | --------------------------------- | --- | ---------------------------------------- |
| مهندسی برق و الکترونیک           | الکترونیک - کنترل - مخابرات(۱۳۸۳) | الکترونیک (مدارات مجتمع - RFIC - نوری- دیجیتال) - کنترل - قدرت (سیستمهای قدرت و انرژی / الکترونیک قدرت و ماشین‌های الکتریکی) - مخابرات (سیستم / میدان)(۱۳۸۳) | الکترونیک - مخابرات (سیستم) - قدرت(۱۳۸۳) |
| مهندسی کامپیوتر و فناوری اطلاعات | فناوری اطلاعات(۱۳۸۳)              | شبکه‌های کامپیوتری / مهندسی نرم‌افزار(۱۳۸۹) | شبکه‌های کامپیوتری                        |
| مهندسی شیمی، نفت و گاز           |                                   | گاز / مهندسی شیمی(۱۳۸۸) | نفت وگاز/مهندسی شیمی(۱۳۸۸)               |
| مهندسی مکانیک و هوا فضا          | جامدات - سیالات (۱۴۰۱)            | طراحی کاربردی / تبدیل انرژی / آئرودینامیک(۱۳۸۴) | تبدیل انرژی /طراحی کاربردی(۱۳۸۴)         |
| مهندسی صنایع                     | صنایع (از ۱۳۹۸)                   | صنایع (از ۱۳۹۰) |                                          |
| مهندسی عمران و محیط زیست         | مهندسی عمران (از ۱۴۰۳)            | زلزله / مکانیک خاک و پی / سازه‌های هیدرولیکی | زلزله/مکانیک خاک وپی                     |
| مهندسی و علم مواد                |                                   | خوردگی و حفاظت از مواد / الکتروسرامیک/شناسایی و انتخاب مواد                                                                                                 | مواد پیشرفته                             |
| فیزیک                            |                                   | فوتونیک (گرایش فیزیک) فیزیک اتمی و مولکولی/ فیزیک حالت جامد                                                                                                 | /شیمی فیزیک                              |
| ریاضی                            |                                   | ریاضی محض (آنالیز) / ریاضی کاربردی (تحقیق در عملیات / معادلات دیفرانسیل و آنالیز عددی))(۱۳۸۵)                                                               | ریاضی کاربردی (تحقیق در عملیات(۱۳۸۹)     |
| شیمی                             |                                   | شیمی آلی (دارویی) |                                          |

### دانشکده‌ها
دانشگاه دارای ۱۰ دانشکده است که عبارتند از:
- دانشکده مهندسی برق و الکترونیک
- دانشکده مهندسی مکانیک و هوافضا
- دانشکده مهندسی کامپیوتر و فناوری اطلاعات
- دانشکده مهندسی شیمی
- دانشکده مهندسی عمران و محیط زیست
- دانشکده مهندسی و علم مواد
- دانشکده ریاضی
- دانشکده فیزیک
- دانشکده شیمی
- دانشکده مهندسی صنایع
- واحد پردیس دانشگاهی این دانشگاه نیز از مهرماه ۱۳۹۲ در رشته‌های مهندسی برق (الکترونیک – قدرت – مخابرات)، مهندسی شیمی گرایش گاز، مهندسی و علم مواد گرایش خوردگی و حفاظت از مواد، مهندسی عمران – زلزله و مهندسی فناوری اطلاعات (IT) گرایش شبکه‌های کامپیوتری در مقطع کارشناسی ارشد دانشجو می‌پذیرد. .[۸]

#### دانشکده مهندسی برق

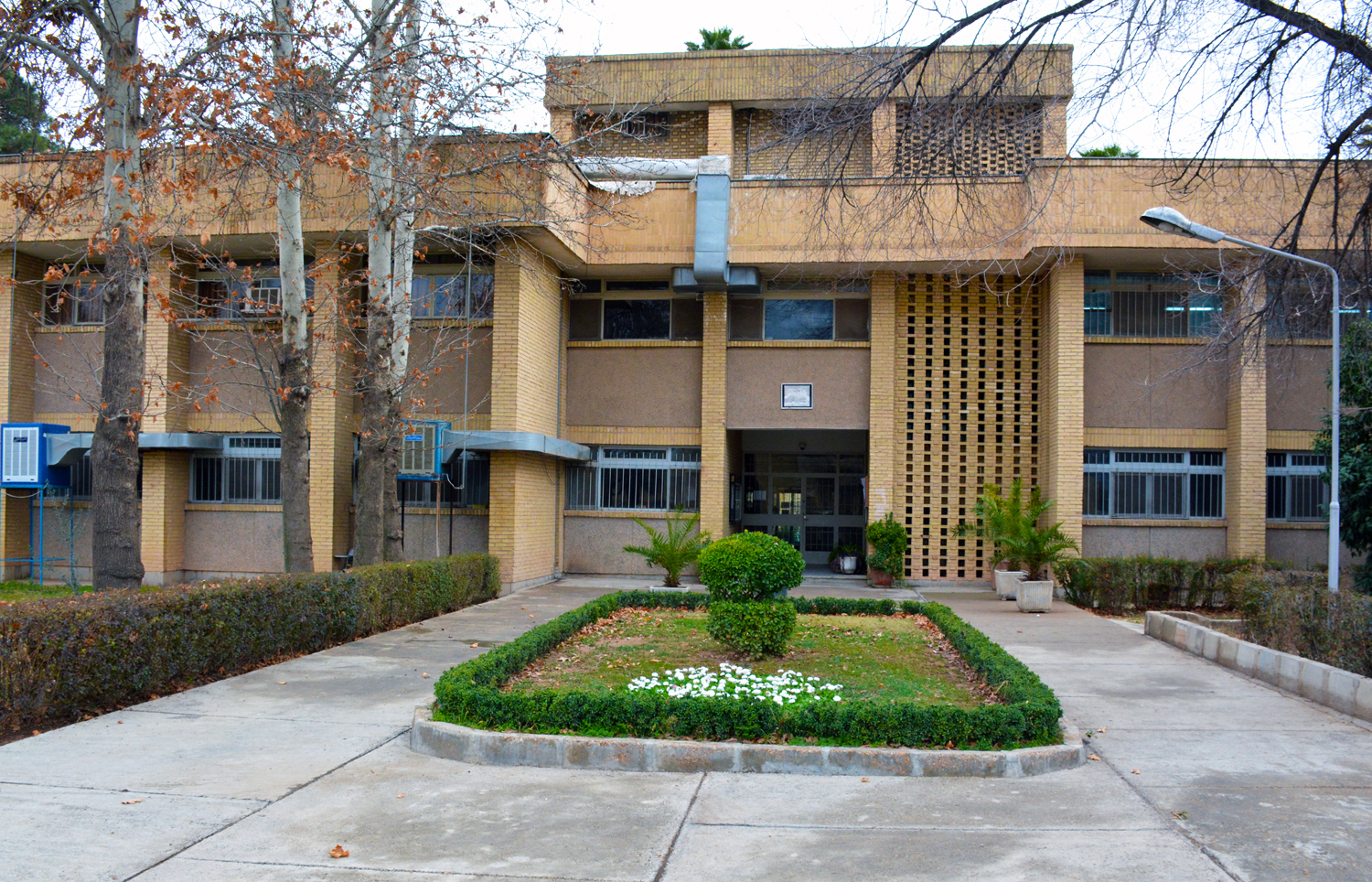
دانشکده مهندسی برق و الکترونیک

دانشکده مهندسی برق دانشگاه صنعتی شیراز که هسته اصلی این دانشگاه می‌باشد و قبل از تأسیس دانشگاه به عنوان دانشکده برق دانشگاه شیراز فعال بوده‌است. این دانشکده در سال ۱۳۸۳ از دانشگاه شیراز جدا شده و به صورت مستقل در حال فعالیت است.
در حال حاضر این دانشکده در مقطع لیسانس در گرایش‌های الکترونیک، مخابرات و کنترل و در مقطع فوق لیسانس و دکترا در گرایش‌های الکترونیک و مخابرات و کنترل و قدرت دانشجو می‌پذیرد.
از اساتید مشهور این دانشکده میتوان دکتر محمد رضا صالحی ,دکتر فرزین امامی ,دکتر طاهر نیکنام ، دکتر جمشید آقایی و دکتر ابراهیم عبیری جهرمی را نام برد که در مرتبه استادی هستند .
دکتر طاهر نیکنام استاد تمام دانشگاه صنعتی شیراز در زمره پر استنادترین پژوهشگران دنیا در سال 1396 است .
همکاری علمی مشترک بین دانشگاه صنعتی شیراز و آزمایشگاه تحقیقاتی GRAMFC از دانشگاه پی کاردی ژول ورن فرانسه در سال 1396 شروع شده است .
زمینه‌های تحقیقاتی و آموزشی این دانشکده در مهندسی الکترونیک شامل طراحی سیستم های دیجیتال مبتنی بر FPGA، پردازش سیگنال ها باتراشه های سرعت بالا , تراشه های مبتنی بر تکنولوژی VLSI و RFIC , تکنولوژی ساخت ادوات نیمه هادی , الکترونیک نوری و مدار های مجتمع نوری , توسعه مباحث نظری و کاربردی کوانتوم الکترونیک , بلورهای فوتونی , سیستم های میکرو و نانو الکترومکانیکی، الکترونیک ارگانیکی، نانوسنسورها, بایوسنسورها , لیزر ها و … می‌باشد.
آزمایشگاه الکترواپتیک این دانشکده تحت رهبری پروفسور فرزین امامی، بر روی مباحث لبه تکنولوژی همانند ادوات الکترونیک نوری، نور غیرخطی، نور کوانتومی، پلاسمونیک، مدارهای مجتمع نوری بسیار فشرده و بلورهای فوتونی، تحقیق و پژوهش‌های بسیاری در سال‌های اخیر دارد.
آزمایشگاه‌های این دانشکده در دو دسته آزمایشگاه‌های آموزشی و آزمایشگاه‌های تحقیقاتی فعالیت می‌کنند. از آزمایشگاه‌های آموزشی این دانشکده می‌توان به آزمایشگاه‌های الکترونیک، مدارمنطقی و معماری کامپیوتر و … اشاره کرد. همچنین آزمایشگاه‌های طراحی مدارات مجتمع، مایکروویو، پردازش تصویر و … در دسته آزمایشگاه‌های تحقیقاتی هستند.

#### دانشکده مهندسی کامپیوتر و فناوری اطلاعات

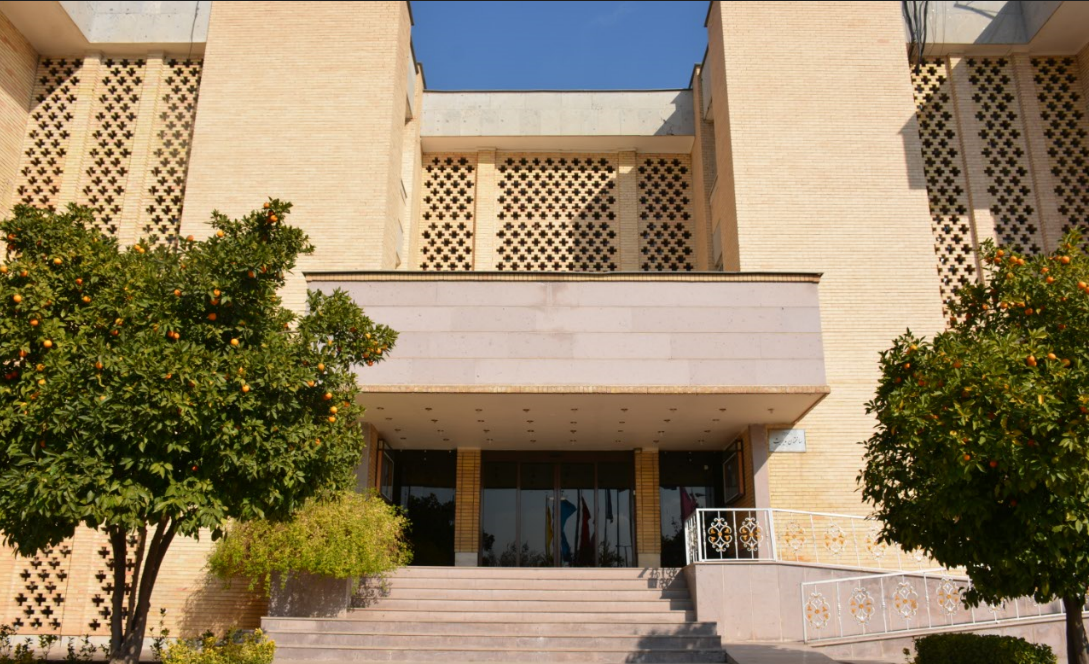
دانشکده مهندسی کامپیوتر و فناوری اطلاعات

دانشکده مهندسی کامپیوتر و فناوری اطلاعات در سال ۱۳۸۳ شروع به کار کرد.
این دانشکده در رشته مهندسی کامپیوتر در گرایش نرم‌افزار و در رشته مهندسی فناوری اطلاعات در گرایش‌های معماری سیستم‌های کامپیوتری، شبکه‌های کامپیوتری، معماری سازمانی دانشجو می‌پذیرد.
زمینه‌های تحقیقاتی این دانشکده شامل هوش مصنوعی، FPGA، معماری کامپیوتر، پردازش موازی، امنیت، شبکه، محاسبات ابری، تعامل انسان با کامپیوتر، شبکه‌های اجتماعی و … می‌باشد.
از امکانات دانشکده مهندسی کامپیوتر و فناوری اطلاعات می‌توان به آزمایشگاه‌های امنیت شبکه و نرم‌افزار، سیستم‌های توزیع شده و نرم‌افزار پیشرفته، معماری کامپیوتر، مدیریت فناوری اطلاعات و معماری سازمانی و شبکه‌های مبتنی بر نرم‌افزار اشاره کرد.

#### دانشکده مهندسی مکانیک و هوافضا
هسته اولیه دانشکده مهندسی مکانیک و هوافضا در تیر ماه سال ۱۳۸۴ شکل گرفت و از سال ۱۳۸۶ با پذیرش دانشجو در مقطع کارشناسی ارشد مهندسی مکانیک در گرایش تبدیل انرژی رسماً فعالیت خود را آغاز نمود. دامنه فعالیت آموزشی و پژوهشی دانشکده مهندسی مکانیک با پذیرش دانشجو در مقطع کارشناسی ارشد در گرایش طراحی کاربردی در سال ۱۳۸۸ و پذیرش دانشجوی کارشناسی ارشد مهندسی هوافضا در گرایش آیرودینامیک در سال ۱۳۸۹ وسعت بیشتری یافت. دانشکده مهندسی مکانیک و هوافضا در جهت گسترش دامنه فعالیت‌های خود از سال ۱۳۹۱ به پذیرش دانشجوی دکترای مهندسی مکانیک نیز همت گمارد. هم‌اکنون این دانشکده ۱۲ عضو هیئت علمی دارد که از این میان 1 نفر دارای مرتبه استاد تمامی، 7 نفر دارای مرتبه دانشیاری و بقیه استادیار می‌باشند. دانشکده متشکل از سه گروه طراحی جامدات، حرارت-سیالات و هوافضا است؛ که در مقطع دکتری در دو گرایش تبدیل انرژی و طراحی کاربردی و در مقطع کارشناسی ارشد در سه گرایش تبدیل انرژی، طراحی کاربردی و آیرودینامیک فعال است.
اساتید دانشکده در زمینه‌های تخصصی متنوعی نظیر آیرودینامیک تجربی، دینامیک سیالات محاسباتی، دینامیک حریق، انرژی خورشیدی، سیال دوفازی، کامپوزیت و نانوکامپوزیت، نانو مکانیک محاسباتی، پایداری سازه، مکانیک شکست، رباتیک، کنترل، مکاترونیک و ابزاردقیق مشغول فعالیت هستند.
این دانشکده امکاناتی نظیر مرکز محاسبات سریع و انتقال به تورین ملی به عنوان اولین دانشگاه‌های کشور، آزمایشگاه‌های آیرودینامیک و تونل باد، کامپوزیت، نانوکامپوزیت، مکاترونیک و اندازه‌گیری، تعیین خواص مکانیکی مواد، انرژی و موتورهای احتراقی و پژوهشکده سامانه‌های دریایی را در اختیار دانشجویان قرار می‌دهد.

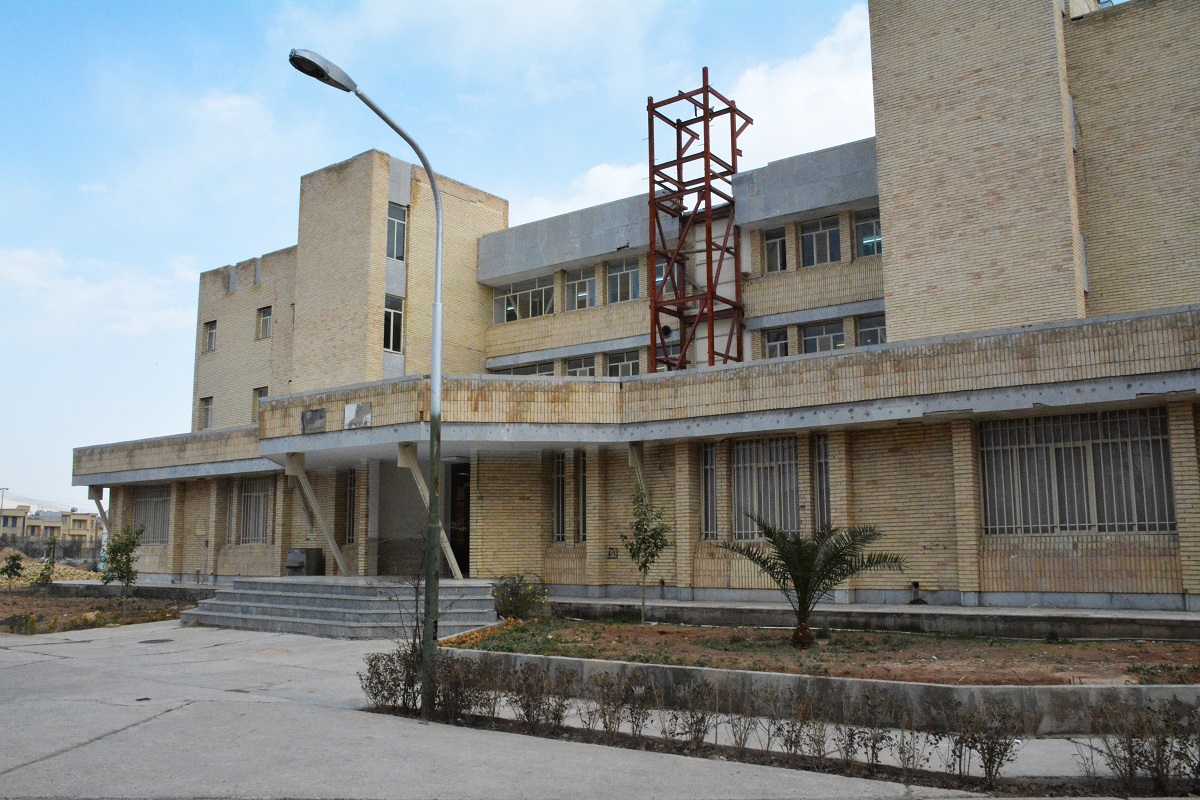
دانشکده مهندسی مکانیک و هوافضا و عمران

#### دانشکده مهندسی عمران و محیط زیست
دانشکده مهندسی عمران و محیط زیست در سال ۱۳۸۶ تأسیس شد. این دانشکده در سه شاخه اصلی مهندسی زلزله، ژئوتکنیک و سازه‌های هیدرولیکی فعالیت دارد.
این دانشکده در شاخه ژئوتکنیک در زمینه‌های ژئوتکنیک لرزه‌ای، ژئوتکنیک زیست‌محیطی، مدلسازی رفتاری خاک‌ها، ژئومکانیک، مکانیک خاک‌های غیر اشباع، قابلیت اعتماد در مهندسی ژئوتکنیک، آنالیزهای حدی در مکانیک خاک و روش‌های نوین عددی در مهندسی ژئوتکنیک، مطالعات آزمایشگاهی و صحرایی خاک‌ها و سدهای خاکی و سازه‌های آبی و در شاخه مهندسی زلزله در زمینه‌های طراحی لرزه‌ای و کنترل غیر عامل سازه، جداسازی لرزه‌ای، مقاوم‌سازی و بهسازی‌سازه‌ها، انفجار، پدافند غیرعامل، ژئوتکنیک لرزه‌ای و قابلیت اعتماد فعالیت دارد.

#### دانشکد مهندسی شیمی

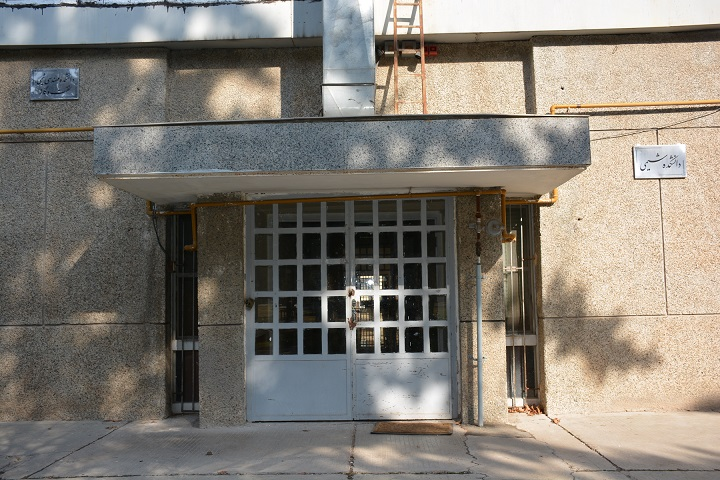
دانشکده شیمی و مهندسی شیمی

دانشکده مهندسی شیمی در سال ۱۳۸۳ افتتاح گردید. زمینه‌های تحقیقاتی دانشکده شامل ترمودینامیک و تعادل فازی، بیوتکنولوژی، تشکیل داکس و شبیه‌سازی است.

#### دانشکده شیمی
دانشکده شیمی در سال ۱۳۸۷ دوره کارشناسی ارشد گرایش شیمی فیزیک را راه‌اندازی کرد. این دانشکده در سال ۱۳۹۰ برای اولین بار در کشور گرایش شیمی دارویی در مقطع کارشناسی ارشد را تدوین، برنامه‌ریزی و راه‌اندازی کرد.
زمینه تخصصی گروه آموزشی شیمی فیزیک شامل ترمودینامیک‌های کلاسیکی و آماری، شبیه‌سازی‌های مکانیک ملکولی و داکینگ، شیمی محاسباتی و طیف‌سنج ملکولی است. پیش‌بینی و محاسبه خواص ماکروسکوپی (مثل خواص ترمودینامیکی و انتقالی) برای مواد و ترکیبات مختلف (از جمله خنک‌کننده‌های و مایعات یونی)، شبیه‌سازی و مطالعات تجربی برهم‌کنش‌های بیومولکولی و دارویی، بررسی خواص مختلف الکترونی و ملکولی ترکیبات مختلف از طریق محاسبات مکانیک مولکولی و کوانتومی و مطالعه و انتساب طیف‌های IR و رامان، از جمله فعالیت‌های این گروه آموزشی است؛ همچنین گرایش نو بنیاد شیمی دارویی دارای اساتیدی با زمینه‌های تخصصی طراحی و سنتز ترکیبات دارویی، سنتز ترکیبات هتروسیکل، متودولوژی در سنتز ترکیبات آلی و شیمی محاسباتی دارویی می‌باشد. این گروه آموزشی دارای قابلیت‌های مختلفی از جمله توانایی طراحی و سنتز ترکیبات جدید و قدیم دارویی در مقیاس‌های آزمایشگاهی و نیمه صنعتی، تهیه و تولید داروهای گیاهی و نانوداروهای گیاهی و نانوداروها و سنتز ترکیبات حد واسط آلی می‌باشد.
این دانشکده طرح‌ها و همکاری‌هایی متنوعی با صنایع خارج از دانشگاه از جمله مطالعه و بررسی روش‌های سنتزی ماده ردیاب اورانین و انجام طرح مطالعاتی و تحقیقاتی اصلاح و کنترل کیفیت انواع رنگ‌های ترافیکی شهر شیراز داشته‌است.
در فروردین ماه ۱۳۸۹ این دانشکده میزبان سیزدهمین سمینار شیمی فیزیک ایران بود.

#### دانشکده مهندسی و علم مواد

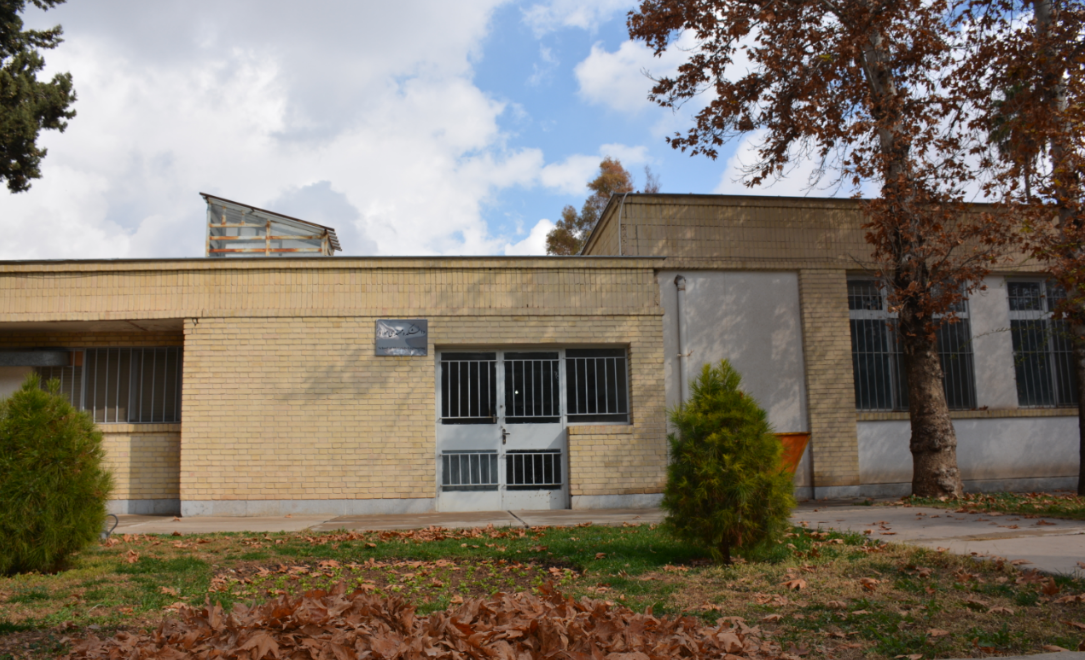
دانشکده مهندسی و علم مواد

دانشکده مهندسی و علم مواد در سال ۱۳۸۶ تأسیس شد و در سال ۱۳۸۸ با پذیرش دانشجو در مقطع کارشناسی ارشد مواد گرایش الکتروسرامیک فعالیت خود را آغاز نمود. تعداد اعضای هیئت علمی دانشکده ۶ نفر شامل ۱ نفر با مرتبه استادی، ۳ نفر دانشیار و باقی استادیار هستند.
این دانشکده دارای سه گرایش کارشناسی ارشد شامل الکتروسرامیک، خوردگی و حفاظت از مواد و شناسایی و انتخاب مواد و یک گرایش دکتری در زمینه مواد پیشرفته‌است. در گرایش الکتروسرامیک تمرکز تحقیقات بر ساخت مواد با خواص الکتریکی، نوری و مغناطیسی معین است. گرایش خوردگی و حفاظت در زمینه مطالعه رفتار خوردگی مواد فعال است و موضوعاتی مانند مهندسی سطح، خوردگی داغ و اکسیداسیون و پوشش‌های دمای بالا، پوشش‌های نانوکامپوزیتی و رفتار خوردگی مواد پیشرفته مانند شیشه‌های فلزی در محیط‌های خورنده مختلف را در حوزه کاری خود دارد. در گرایش شناسایی و انتخاب مواد نیز پژوهش‌ها بیشتر در حوزه مشخصه‌یابی ریزساختاری و خواص مواد پیشرفته مانند کامپوزیت‌های تقویت شده با شیشه‌های فلزی و کامپوزیت‌های به دست آمده از روش اتصال نوردی تجمعی متمرکز است. دانشکده مهندسی و علم مواد تاکنون (ابتدای سال ۲۰۱۷ میلادی) ۱۴۰ دانشجو در مقطع کارشناسی ارشد فارغ‌التحصیل نموده‌است و بیش از ۶۰ مقاله پژوهشی در مجلات ISI و ۱۳ طرح پژوهشی خاتمه یافته در کارنامه خود دارد. چشم‌انداز دانشکده، اثر بخشی در رفع معضلات صنایع هم جوار و در مرحله بعدی ارتقاء صنعت کشور است و در این راستا همکاری‌هایی با شرکت صنایع الکترونیک شیراز، شرکت گاز استان فارس، صنعت اپتیک و لیزر اصفهان و چند شرکت دیگر صورت گرفته‌است.

#### دانشکده مهندسی صنایع
دانشکده مهندسی صنایع از جدیدترین دانشکده‌های این دانشگاه می‌باشد و در سال ۱۳۹۰ افتتاح گردید.
زمینه‌های تحقیقاتی این دانشکده شامل زنجیره تأمین، طراحی آزمایش‌ها، سیستم‌های تصمیم‌گیری، سیستم‌های مدیریت کیفیت، پویایی‌شناسی سیستم‌ها، مدیریت و برنامه‌ریزی استراتژیک و برنامه‌ریزی و زمان‌بندی تولید می‌باشد.

#### دانشکده ریاضی
این دانشکده هم‌زمان تا تغییر نام دانشگاه در همان سال ۱۳۸۳ گشایش یافت و هم‌اکنون در سه زمینه تحقیق در عملیات، معادلات دیفرانسیل و آنالیز ریاضی فعالیت می‌کند.
دانشکده ریاضی تاکنون در برخی از پروژه‌ها مانند زمان‌بندی چراغ راهنمایی و رانندگی، پیش‌بینی ترافیک شهری و … با شهرداری شیراز همکاری داشته‌است.
در حال حاضر این دانشکده دارای ۸ عضو هیئت علمی می‌باشد.
گفتنی است در سال ۱۳۹۵ دانشکده ریاضی میزبان نهمین کنفرانس تحقیق در عملیات کشور بود.

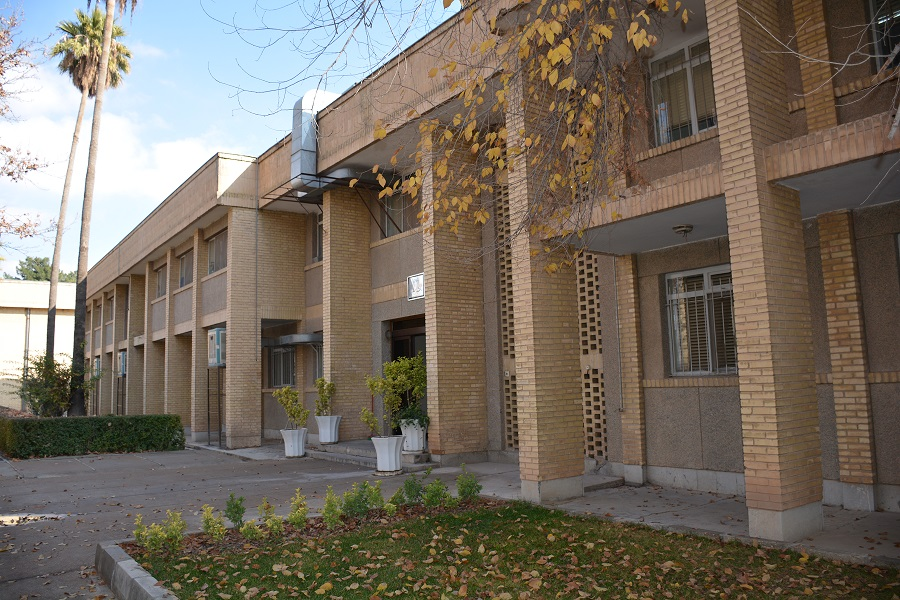
دانشکده علوم پایه (ریاضی و فیزیک)

#### دانشکده فیزیک
دانشکده فیزیک نیز مشابه دانشکده ریاضی از اولین دانشکده‌هایی بود که هم‌زمان با تأسیس دانشکده ریاضی در همان سال ۱۳۸۳ گشایش یافت. زمینه‌های تحقیقاتی این دانشکده شامل اپتیک غیر خطی، لیزرهای حالت جامد، اپتیک کوانتومی، نانوفیزیک، فیبرهای نوری، ابررسانایی، ماده چگال نرم می‌باشد. دانشکده متشکل از سه گروه اپتیک و لیزر، ماده چگال و فوتونیک است و در مقطع دکتری در رشته فوتونیک و در مقطع کارشناسی ارشد در رشته فیزیک گرایش اپتیک و لیزر و ماده چگال دانشجو می پذیرد.
این دانشکده در سال ۱۳۹۲ میزبان بیستمین کنفرانس اپتیک و فوتونیک ایران و در سال ۱۳۹۵ میزبان همایش روز جهانی فیزیک بود.
دانشکده فیزیک در حال حاضر دارای ۸ عضو هیئت علمی می‌باشد.

## خوابگاه‌ها

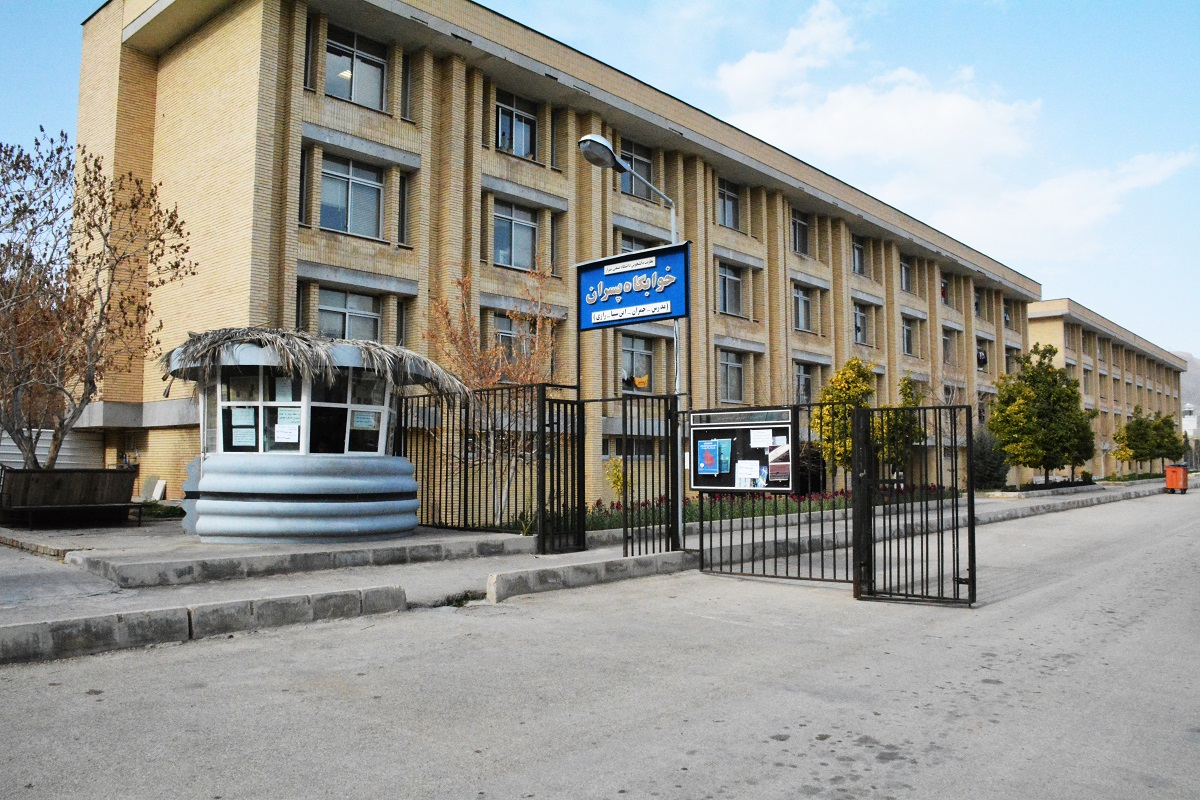
خوابگاه‌های پسرانه

این دانشگاه دارای دو مجموعه خوابگاه پسرانه و دخترانه می‌باشد و خوابگاه‌ها در محوطه دانشگاه واقع هستند.
خوابگاه‌های پسرانه شامل ۴ بلوک مدرس، رازی، ابن سینا و چمران می‌باشد. زیربنای این خوابگاه ۱۰۵۰۰ متر مربع می‌باشد و ظرفیتی در حدود ۴۳۰ نفر دارد. امکانات خوابگاه پسرانه شامل سالن مطالعه، سالن تلویزیون، مرکز کامپیوتر، فضای سبز، چمن مصنوعی بوفه و وسایل ورزشی مختص فضای سبز می‌باشد.
خوابگاه‌های دخترانه شامل دو بلوک یاس و نرگس می‌باشد. زیربنای این خوابگاه ۵۲۰۰ متر مربع می‌باشد و ظرفیتی در حدود ۱۹۰ نفر دارد. امکانات خوابگاه دخترانه شمال سالن مطالعه، بوفه، فضای سبز، زمین ورزشی والیبال و بسکتبال، سالن تلویزیون و وسایل مختص فضای سبز می‌باشد.

## کتابخانه

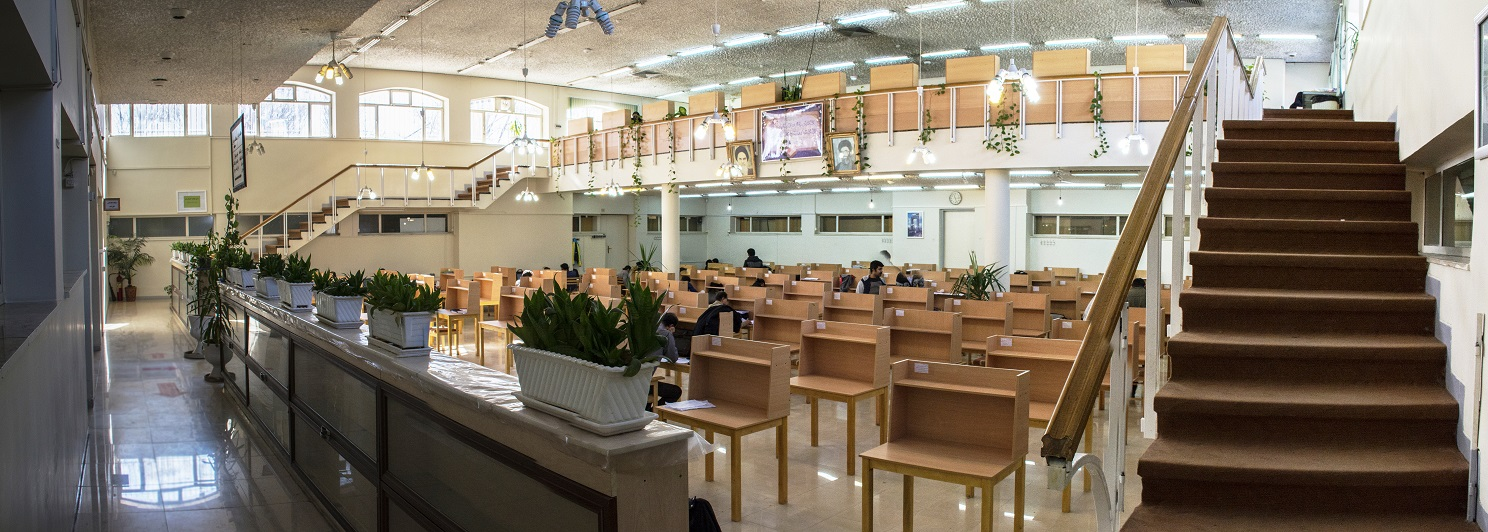
کتابخانه دانشگاه صنعتی شیراز

کتابخانه دانشگاه صنعتی شیراز در حال حاضردر بخش‌های مخزن کتاب، نشریات، بخش مرجع و پایان‌نامه‌ها و سالن مطالعه فعالیت می‌کند. مخزن کتابخانه دارای ۳۰۰۰۰ جلد کتاب فارسی و لاتین، بخش مرجع کتابخانه دارای بیش از ۲۰۰۰ جلد کتاب و بخش پایان‌نامه‌ها در حدود ۱۲۰۰ پایان‌نامه را در خود گنجانده‌است. در بخش نشریات نیز تعدادی نشریه در زمینه‌های مختلف از جمله مهندسی، علوم انسانی، علوم اجتماعی و … وجود دارد.
بخش اصلی کتابخانه سالن مطالعه آن می‌باشد که در دو طبقه وجود دارد. طبقه پایین مخصوص پسران و طبقه بالا مخصوص دختران می‌باشد و در مجموع ظرفیتی در حدود ۱۴۰ نفر را داراست.

## دستاوردهای دانشگاه
- حضور برای 3 سال متوالی (2025,2024,2023), (رتبه بین 501-600 جهانی) و قرار گرفتن در (رتبه 5 ایران و 118 آسیا) و همچنین کسب (رتبه 1 ایران و رتبه 85 جهان دانشگاه های جوان) در سال 2024 بر اساس نظام رتبه بندی تایمز(Times Higher Education)
- حضور دانشگاه صنعتی شیراز در نظام رتبه بندی کیواس (QS TOP UNIVERSITIES) در سال 2024 (رتبه 11 ایران و 261-270 آسیا) و همچنین در سال 2025 (رتبه 11 ایران و 301 آسیا)

- حضور مهندسی برق دانشگاه صنعتی شیراز در نظام رتبه بندی شانگهای(ARWU) برای چهار سال متوالی (از سال 2019 تا 2022) با رتبه(رتبه 401-500)
- بهترین پایان نامه ارشد مکانیک توسط انجمن مکانیک ایران در سال 95 [۱۸]
- بهترین پایان نامه دکتری مکانیک توسط انجمن مکانیک ایران در سال 98[۱۹]
- پژوهشگر برتر کشوری در سال 94
- پژوهشگر برتر IEEE در سال 93
- کسب جایزه Usern
- یک صدم درصد دانشمندان برتر (1 نفر)
- فهرست یک‌درصد دانشمندان برتر جهان|یک درصد دانشمندان برتر (2 نفر)[۲۰][۲۱][۲۲][۲۳]

## رؤسای دانشگاه
| رئیس دانشگاه         | دوره ریاست | زمینه تخصص           |
| -------------------- | ---------- | -------------------- |
| جلیل مقدسی           | ۱۳۸۹–۱۳۸۳  | شیمی                 |
| شاهرخ جم             | ۱۳۹۲–۱۳۸۹  | مهندسی برق           |
| جلیل مقدسی           | ۱۳۹۷–۱۳۹۲  | شیمی                 |
| محمد مهدی علویان مهر | ۱۴۰۲–۱۳۹۷  | شیمی                 |
| محمد حسین شفیعی      | ١٤٠٣-١٤٠٢  | مهندسی برق (کنترل)   |
| محمد جواد دهقانی     | اکنون-۱۴۰۳ | مهندسی برق (مخابرات) |